# Вилар, Федерико
Федерико Вилар Баудена (исп. Federico Vilar Baudena; род. 30 мая 1977, Буэнос-Айрес) — аргентинский футболист, выступавший на позиции вратаря, тренер. Известен как игрок мексиканского клуба «Атланте».
Вилар являлся одним из самых сильных вратарей чемпионата Мексики, благодаря своей реакции и харизме. Несмотря на популярность, Федерико почти не был известен на своей родине в Аргентине.

## Клубная карьера
Вилар воспитанник футбольной академии клуба «Бока Хуниорс». После выпуска он подписал соглашение с малоизвестной аргентинской командой «Альмиранте Браун». В 2003 году Федерико перешёл в мексиканский клуб «Акапулько», в котором отыграл полсезона.
В том же году Федерико подписал контракт с «Атланте». В новой команде он стал лидером и капитаном. В сезоне Апертура 2007 Вилар помог клубу из Канкуна выиграть мексиканскую Примеру. Свой первый гол в чемпионате Мексики Федерико забил 1 февраля 2004 года в ворота «Некаксы». В 2009 году он стал обладателем Кубка чемпионов КОНКАКАФ, где в поединке против гондурасской «Олимпии» Вилар забил гол, который помог его команде сыграть вничью. Всего за 7 сезонов в составе «Аталанте» он забил 5 голов, выполняя штрафные, а также принял участие в более 300 матчах.
В 2010 году Федерико перешёл в «Монаркас Морелия». 25 июля в матче против «Атласа» он дебютировал за новую команду. В составе «персиков» Вилар провёл три сезона и помог клубу выиграть Кубок Мексики и одержать победу в Североамериканской суперлиге. В «Морелии» он выступал под номером «3» в честь своего отца.
В начале 2013 года Федерико перешёл в «Атлас». 5 января в матче против «Тихуаны» он дебютировал за новую команду. В новом клубе, как и в предыдущем Вилар был назначен капитаном. Летом 2015 года Федерико перешёл в «Тихуану». 26 июля в матче против «Пачуки» он дебютировал за новую команду. По окончании сезона он завершил карьеру.

## Международная карьера
В 2009 году Вилар был вызван в сборную Аргентины, но на поле так и не вышел.

## Достижения
Командные
 «Атланте»
- Чемпионат Мексики по футболу — Апертура 2007
- Обладатель Кубка чемпионов КОНКАКАФ — 2008/2009

 «Монаркас Морелия»
- Североамериканская суперлига — 2010
- Обладатель Кубка Мексики — Апертура 2013